# 第11軍団 (ウクライナ陸軍)
第11軍団（だい11ぐんだん、ウクライナ語: 11 й армійський корпус）は、ウクライナ陸軍の軍団。2016年に予備軍団（ウクライナ語: Корпус резерву）として新編された後、2022年からのロシアのウクライナ侵攻で部隊の実状が予備軍団から常備軍団に変化したため、2024年5月に第11軍団へ改称された。リウネ州リウネに司令部を置く。

## 編制

### 予備軍団
予備役軍団での編制は以下のとおりであった。
- 軍団司令部（リウネ州リウネ）
戦車旅団
  -  第3独立戦車旅団（フメリニツキー州・ヤルモリネッツ（英語版））
  -  第4独立戦車旅団（チェルニーヒウ州・ホンチャリスキ（英語版））
  -  第5独立戦車旅団
  - 第14独立戦車旅団

機械化歩兵旅団
  -  第5独立強襲旅団
  - 第11独立自動車化歩兵旅団（ウクライナ語版）
  -  第33独立機械化旅団
  -  第47独立機械化旅団
  -  第60独立機械化旅団
  -  第61独立機械化旅団（ジトーミル州・ジトーミル）
  -  第62独立機械化旅団（ウクライナ語版）
  -  第63独立機械化旅団（フメリニツキー州・スタロコスティアニティヴ（英語版））
  -  第65独立機械化旅団
  -  第66独立機械化旅団
  -  第68独立猟兵旅団
  -  第71独立猟兵旅団
  -  第110独立機械化旅団
  -  第115独立機械化旅団

ロケット・砲兵旅団
  - 第38独立砲兵旅団（ウクライナ語版）（ジトーミル州・ポピルニア（ウクライナ語版））
  -  第45独立砲兵旅団（リヴィウ州・ヤーヴォリウ（英語版））

### 第11軍団
第11軍団へ改称後、2025年時点の編制は以下のとおりとなる。
- 第11軍団本部
  -  第3独立戦車旅団
  -  第60独立機械化旅団
  -  第61独立機械化旅団
  -  第63独立機械化旅団
  -  第45独立砲兵旅団
  - 第432独立無人システム大隊
  -  第510独立修理大隊
  -  第152独立偵察中隊